# شویلوخزه
شویلوخزه (به آلمانی: Schwielochsee) یک شهر در آلمان است که در Lieberose/Oberspreewald واقع شده‌است. شویلوخزه ۱٬۶۶۸ نفر جمعیت دارد.